# Oceanborn
Oceanborn je drugi studijski album finske simfonične metal skupine Nightwish, izdan 7. decembra 1998. Album je doživel velik uspeh na Finskem. Veliko njihovih oboževalcev šteje ta album za njihovega »najboljšega«. Pesmi so mračne, k temu pripomorejo tudi grobi moški vokali, kot npr. v pesmi »The Pharaoh Sails To Orion«.

## Seznam pesmi
| Št.             | Naslov                        | Dolžina |
| --------------- | ----------------------------- | ------- |
| 1.              | „Stargazers‟                  | 4:28    |
| 2.              | „Gethsemane‟                  | 5:22    |
| 3.              | „Devil & The Deep Dark Ocean‟ | 4:46    |
| 4.              | „Sacrament of Wilderness‟     | 4:12    |
| 5.              | „Passion and the Opera‟       | 4:50    |
| 6.              | „Swanheart‟                   | 4:44    |
| 7.              | „Moondance‟                   | 3:31    |
| 8.              | „The Riddler‟                 | 5:16    |
| 9.              | „The Pharaoh Sails to Orion‟  | 6:26    |
| 10.             | „Walking in the Air‟          | 5:31    |
| Skupna dolžina: | Skupna dolžina:               | 49:06   |

| Bonus (od leta 1999 dalje) | Bonus (od leta 1999 dalje) | Bonus (od leta 1999 dalje) |
| Št.                        | Naslov                     | Dolžina                    |
| -------------------------- | -------------------------- | -------------------------- |
| 11.                        | „Sleeping Sun‟             | 4:05                       |
| Skupna dolžina:            | Skupna dolžina:            | 53:11                      |

| Japonska izdaja (iz leta 1999) | Japonska izdaja (iz leta 1999) | Japonska izdaja (iz leta 1999) |
| Št.                            | Naslov                         | Dolžina                        |
| ------------------------------ | ------------------------------ | ------------------------------ |
| 11.                            | „Nightquest‟                   | 4:16                           |
| Skupna dolžina:                | Skupna dolžina:                | 53:22                          |

| Japonska izdaja (iz leta 2012) | Japonska izdaja (iz leta 2012) | Japonska izdaja (iz leta 2012) |
| Št.                            | Naslov                         | Dolžina                        |
| ------------------------------ | ------------------------------ | ------------------------------ |
| 11.                            | „Sleeping Sun‟                 | 4:01                           |

| Bonusi          | Bonusi                                | Bonusi  |
| Št.             | Naslov                                | Dolžina |
| --------------- | ------------------------------------- | ------- |
| 12.             | „Nightquest‟                          | 4:15    |
| 13.             | „Sleeping Sun‟ (v živo)               | 4:31    |
| 14.             | „Swanheart‟ (v živo)                  | 3:55    |
| 15.             | „The Pharaoh Sails To Orion‟ (v živo) | 6:39    |
| Skupna dolžina: | Skupna dolžina:                       | 72:27   |

## Zasedba
- Tarja Turunen - glavni vokal
- Erno »Emppu« Vuorinen – kitara
- Sami Vänskä - bas kitara
- Tuomas Holopainen – klaviature
- Jukka Nevalainen – bobni